# Scalius
Scalius là một chi rêu trong họ Haplomitriaceae.